# Митрополит београдски Мелентије
Мелентије (Павловић; 1776 – 1833) био је београдски архиепископ, први Србин митрополит у Београду од 1831. до 1833. године и „попечитељ просвештенија” (1823).

## Биографија
Рођен је 1776. године у селу Врбава, у Горњој Гружи. Био је у блиском сродству са Томом Вучићем Перишићем – то му је био брат од стрица. Мелентије се образовао у манастиру Враћевшница, а касније се у истом манастиру и замонашио. Игуман Враћевшнице је постао 9. марта 1810. године. У току Другог српског устанка истакао се у две битке – Боју на Љубићу и Боју на Палежу. Био је и сарадник кнеза Милоша Обреновића. Устанике је причестио 1815. у Такову приликом избијања Другог српског устанка. У том месту данас стоји споменик на којем се налазе он и кнез Милош. Често је путовао Србијом и пружао подршку и помоћ Милошу у државним пословима.
На предлог кнеза Милоша, заједно са Раком Тешићем из Мионице, колубарским кнезом и једним од најбитнијих личности просветне и верске делатности, Мелентије је био први председник првог духовног суда у Србији – Конзисторија, основаног крајем 1822. године.
Разболео се и преминуо у манастиру Враћевшници 11. јуна 1833. године. Био је сахрањен у београдској Саборној цркви, а касније су његови посмртни остаци по наређењу кнегиње Љубице били пренети у манастир Враћевшницу.

## Митрополит
Султановим хатишерифом из 1830. године Срби су добили право слободе вероисповести и да могу да бирају свог митрополита Србина уместо до тада Грка, како је у писму и кнез Милош захтевао – „синове нашег Отечества можемо имати за епископе”. Милошев циљ био је да се реши фанариота који су били на архијерејским престолима у Србији. Он је Мелентија заједно са Никифором Максимовићем послао у Цариград у посету патријарху Константину I. Патријарх је својим писмом дао Српској цркви аутономију и 18. августа је посветио Мелентија за београдског архиепископа и митрополита српскога. Идућег дана, митрополит Мелентије је Никифора је посветио за ужичког епископа. Мелентије је постао први Србин на трону београдских митрополита после дуго времена, јер су од 1801. па до тада на том положају били искључиво Грци (Леонтије, Агатангел и Антим). Тада су у Србији биле три епархије – Београдска, Ужичка и Шабачка. Њима је од 1833. придодата и Тимочка. Први црквени устав Београдске митрополије Мелентије је дао 1833. године. Митрополит Мелентије је уклонио појање на грчком језику у црквама и настојао да обезбеди штампарију за штампање књига на српском језику.

## Педагошки рад
Мелентије Павловић је значајан и за развој педагогије у Србији. Поред кнеза Милоша, он је први који је почев од избијања Другог српског устанка бринуо о школама, ђацима и свештеницима. Поред самог манастира Враћевшница покренуо је основну школу (редовну „грађанску школу”), пету по реду у Србији. Такође, старао се и о црквама – 1820. године је о сопственом трошку поправио цркву Св. Петра и Павла некадашњег манастира Рибнице.
Прикупљао је старе србуље, старе повеље и друге рукописе и припремао их за штампу.

## Галерија
- Споменик „Таковски устанак” у Такову, дело Петра Убавкића. На композицији су приказани кнез Милош и архимандрит Мелентије
- Копија оригиналног споменика у Београду
- Мелентије Павловић
- „Таковски устанак” Паје Јовановића, верзија слике урађена 1894. године, изложена у Музеју рудничко-таковског краја
- Целокупно „одјејаније” митрополитово, поклон кнегиње Љубице Мелентију Павловићу, брокат, свила, платно, бисери, златна срма, шивење, разнобојни пун вез, раван бод Стихар, дужина 156 цм; на полеђини црним концем извезено: МЕЛЕТIЕ ПАВЛОВИIЪ МИТРОПОЛИТЪ СРПСКИ 1833.)
- „Одјејаније” митрополитово, поклон кнегиње Љубице Мелентију Павловићу, детаљ
- „Одјејаније” митрополитово, поклон кнегиње Љубице Мелентију Павловићу, детаљ